# Fred Hovey
Frederick "Fred" Howard Hovey (7 de octubre de 1868 - 18 de octubre de 1945) fue un jugador de tenis estadounidense que se destacó a fines del siglo XIX.
Nacido en Newton, Massachusetts, estudió en la Universidad de Harvard, consagrándose campeón universitario en 1890 y 1891. Al año siguiente ganó la final de all-comers del US Championships y perdió la final del torneo ante el campeón reinante, Oliver Campbell. Al año siguiente, sin la participación de Campbell, disputó la final ante su compañero en la universidad, Robert Wrenn y fue derrotado en 4 sets. 
En 1895 logró su mejor performance al derrotar a Wrenn en la final del US Championships, impidiendo a este lograr su tercer campeonato consecutivo. La victoria fue en sets corridos. Al año siguiente, Wrenn se tomó revancha y lo derrotó en la final en el quinto set. Hovey fue campeón del mismo torneo en la modalidad de dobles en dos ocasiones, ambas junto a Clarence Hobart. 
Murió en Miami Beach en 1945 y fue introducido en el Salón Internacional de la Fama del tenis en 1974.

## Torneos de Grand Slam

### Campeón Individuales (1)
| Año  | Torneo           | Oponente en la final | Resultado   |
| 1895 | US Championships | Robert Wrenn         | 6-3 6-2 6-4 |

### Finalista Individuales (3)
| Año  | Torneo           | Oponente en la final | Resultado           |
| 1892 | US Championships | Oliver Campbell      | 5-7 6-3 3-6 5-7     |
| 1893 | US Championships | Robert Wrenn         | 4-6 6-3 4-6 4-6     |
| 1896 | US Championships | Robert Wrenn         | 5-7 6-3 0-6 6-1 1-6 |

### Campeón Dobles (2)
| Año  | Torneo           | Pareja          | Oponentes en la final          | Resultado       |
| 1893 | US Championships | Clarence Hobart | Oliver Campbell Bob Huntington | 6-3 6-4 4-6 6-2 |
| 1894 | US Championships | Clarence Hobart | Carr Neel Sam Neel             | 6-3 8-6 6-1     |

### Finalista Dobles (1)
| Año  | Torneo           | Pareja          | Oponentes en la final      | Resultado   |
| 1895 | US Championships | Clarence Hobart | Malcolm Chace Robert Wrenn | 5-7 1-6 6-8 |